# Epimeria
Epimeria  (лат.) — род ракообразных отряда бокоплавов.

## Описание
Рачки покрытые бронёй с килями и шипами. Многие раки красные или оранжевые. Некоторые имеют бесформенные пятна, а есть полосатые и однотонные. Даже раки одного вида имеют неодинаковый окрас, не зависимый от возраста или пола. На поверхности воды раки очень заметны, но на большую глубину красные лучи не проникают, поэтому раки становятся незаметными. Длинные шипы нужны чтобы раков было трудно съесть рыбам. Люди не ловят таких раков.

## Классификация
Бройер и Клагес открыли вид Epimeria rubriques в 1991 году и приписали его семейству парамфитоидов (Paramphithoidae), однако позже род стали приписывать семейству эпимериид (Epimeriidae).

## Виды
Бройер и Клагес, описывая Epimeria rubrieques в 1991 году упоминают несколько видов эпимерий, обитающих в Антарктическом океане.
- Epimeria georgiana Schellenberg 1931
- Epimeria grandisrostris Chevreux 1912
- Epimeria inermis Walker 1903
- Epimeria intermedia Schellenberg 1931
- Epimeria macrodonta Walker 1906
- Epimeria oxicarinata Coleman 1990
- Epimeria pulchra Coleman 1990
- Epimeria puncticulata K. H. Barnard 1930
- Epimeria rimicarinata Watling & Holman 1980
- Epimeria robusta K. H. Barnard 1930
- Epimeria rubrieques De Broyer & Klages, 1991
- Epimeria similis Chevreux, 1912, z. T. тоже как вариант E. macrodonta angesehen
- Epimeria yaquinae McCain 1971

Бельгийский портал для антарктических организмов SCAR-MarBIN даёт несколько видов:
- Epimeria annabellae Coleman 1994
- Epimeria extensa Andres 1985
- Epimeria heldi Coleman 1998
- Epimeria monodon Stephensen 1947
- Epimeria reoproi Lörz & Coleman 2001
- Epimeria vaderi Coleman 1998